# Discocelis pusilla
Discocelis pusilla is een platworm (Platyhelminthes). De worm is tweeslachtig. De soort leeft in het zoute water.
Het geslacht Discocelis, waarin de platworm wordt geplaatst, wordt tot de familie Discocelidae gerekend. De wetenschappelijke naam van de soort werd voor het eerst geldig gepubliceerd in 1938 door Kato.